# Indra Nooyi
Indra Krishnamurthy Nooyi, in tamil இந்திரா கிருஷ்ணமூர்த்தி நூயி (Chennai, 28 ottobre 1955), è una dirigente d'azienda indiana naturalizzata statunitense, per 12 anni, dal 2006 al 2018, presidente del consiglio di amministrazione e amministratore delegato di PepsiCo, la seconda più grande industria alimentare e delle bevande del mondo per fatturato. Membro del Consiglio dei Fondatori del Forum Economico Mondiale e del Lincoln Center, è nel consiglio di amministrazione di Amazon e dell'International Cricket Council..
È costantemente classificata da Forbes tra le prime 100 donne più potenti del mondo, nel 2017 occupava l'11º posto.

## Biografia
Nata in India, a Madras (ora conosciuta come Chennai) in una famiglia di discendenti Tamil, è educata alla Holy Angels Anglo Indian Higher Secondary School.  Si laurea in fisica, matematica e chimica presso il Madras Christian College dell'Università di Madras nel 1974, quindi frequenta un Post Graduate Program (MBA) presso l'Indian Institute of Management di Calcutta nel 1976. Comincia a lavorare alla Johnson & Johnson e poi in un'azienda tessile, la Mettur Beardsell, nel 1978 è ammessa alla Yale School of Management conseguendo un master in gestione pubblica e privata. Nello stesso periodo conclude un tirocinio presso la società di consulenze Booz & Company. Nel 1980 entra a far parte del The Boston Consulting Group e in seguito lavora per la Motorola e per la Asea Brown Boveri.
Nel 1994 viene assunta alla PepsiCo, dove nel 2001 è nominata direttore finanziario. La Nooyi si occupa personalmente delle principali trattative della società, come la cessione dei ristoranti Yum! Brands e l'acquisizione del marchio Tropicana. Secondo BusinessWeek, da quando la Nooyi è direttore finanziario gli introiti della società sono aumentati del 72%.
Nel 2006 diventa presidente e amministratore delegato della PepsiCo, il quinto nella storia dell'azienda, sostituendo Steven Reinemund.
Nel 2007 e nel 2008 il Wall Street Journal la include nella lista delle 50 donne da tenere d'occhio e il Time la annovera fra le 100 persone più influenti al mondo.
Nel 2008 e nel 2009 Forbes la posiziona terza nella lista delle 100 donne più potenti al mondo; nel 2010 occupa il sesto posto. La rivista Fortune la classifica prima nell'elenco delle donne più potenti nel mondo degli affari nel 2006, nel 2007, nel 2008, nel 2009 e nel 2010.
Nell'estate 2018 l'annuncio che dal 3 ottobre Nooyi lascia l'incarico di CEO a Ramon Laguarta, da settembre 2017 il suo vice, mantenendo il ruolo di presidente sino ai primi del 2019. Nei dodici anni al vertice dell'azienda, Nooyi ha guidato la ristrutturazione di PepsiCo, sino ad arrivare alla fusione con Quaker Oats Company, iniziativa che ha anche portato Gatorade a PepsiCo. Ha inoltre spostato la spesa aziendale lontano dai "cibi spazzatura" favorendo prodotti con meno zuccheri e più ingredienti naturali. In dodici anni i guadagni degli azionisti sono stati del 149% contro il 173% dell'indice S&P500 e il 197% di quelli della concorrente Coca-Cola. Prima di lasciare Nooyi realizza il suo ultimo affare come CEO: proseguendo nella svolta salutista data all'azienda, nell'agosto 2018 annuncia l'acquisizione dell'israeliana SodaStream, produttrice di gasatori d'acqua domestici e succhi concentrati light, per 3,2 miliardi di dollari (144 dollari per azione in contanti con un premio del 32% rispetto al prezzo medio del titolo negli ultimi 30 giorni).

## Vita privata
Indra Nooyi è sposata con Raj Nooyi , e ha due figlie. Una, la più giovane, frequenta la School of Management di Yale. Indra Nooyi ha una sorella, imprenditrice e artista, nominata ai Grammy, Chandrika Krishnamurthy Tandon.